# Türkisch-Armenischer Krieg
Oltu – Sarıkamış – Kars – Gümrü
Der Türkisch-Armenische Krieg war ein Konflikt zwischen der Demokratischen Republik Armenien und türkischen Revolutionären der Türkischen Unabhängigkeitsbewegung, der vom 24. September bis zum 2. Dezember 1920 dauerte und größtenteils im heutigen Nordosten der Türkei und Nordwesten Armeniens stattfand.

## Hintergrund
Die armenische nationale Befreiungsbewegung erklärte vor dem Ende des Ersten Weltkrieges die Unabhängigkeit der Demokratischen Republik Armenien. Tovmas Nazarbekian, der der Befehlshaber an der Kaukasusfront war und auch der Verwalter der Administration Westarmeniens (der bis zum Waffenstillstand von russischen Truppen besetzte Teil des Osmanischen Reichs in Ostanatolien) war, wurde der erste Führer der Demokratischen Republik Armenien. Andranik Toros Ozanian übernahm die Verwaltung Westarmeniens im Zeitraum von März bis April 1918. Er kämpfte gegen die osmanische Armee während der letzten Kämpfe des Kaukasusfeldzuges und ernannte Drastamat Kanajan zum zivilen Kommissar.

### Kaukasusfeldzug 1918
Der osmanisch-russische Freundschaftsvertrag vom 1. Januar 1918 und der folgende Friedensvertrag von Brest-Litowsk vom 3. März 1918, der vom Großwesir Talât Pascha unterzeichnet wurde, legten fest, dass alle russischen Eroberungen wie Ardahan, Kars und Batumi aus dem Krieg von 1877 bis 1878 wieder ans osmanische Reich zurückfielen.
Der neue armenische Staat, der von den Daschnaken regiert wurde, lag zwischen Russland und dem osmanischen Reich. Der Staat erhielt von der armenischen Diaspora aus dem Westen Unterstützung und bereitete sich vor, die von den Russen geräumten osmanischen Vilâyets von Erzurum, Bitlis und Van zu verteidigen. Diese wurden von den Armeniern als das Kernland des historischen Armenien angesehen und waren der Demokratischen Republik Armenien auch wichtig, um die Chance eines Zugangs zum Meer zu haben. Im März 1918 marschierte dann Vehib Pascha mit der Osmanischen 3. Armee in Armenien und stieß auf armenische Freiwillige, die den Kern der ersten armenischen Armee bildeten. Unter dem großen Druck der vereinten Kräfte der osmanischen Armee und der kurdischen irregulären Einheiten, zogen sich die Kämpfer der Demokratischen Republik Armenien aus Erzincan nach Erzurum zurück. Die seit dem Aufstand von Van unter der osmanischen Kontrolle entglittene Stadt Van wurde ebenfalls geräumt. Die Armenier evakuierten auch die Städte Erzurum und Sarıkamış nach den Schlachten von Kara Killisse, Sardarapat und Abaran. Vehib Pascha gewann auch Trabzon im Norden zurück.

### Vertrag von Batumi (4. Juni 1918)
Die Grenze aus dem Friedensvertrag von Brest-Litowsk wurde durchgesetzt. Einige zusätzliche Bedingungen wurden der Demokratischen Republik Armenien durch den Vertrag von Batumi gestellt. Die Unterzeichnung des Vertrages fiel auf den gleichen Tag wie die Ausrufung der Demokratischen Republik Armenien.
Kurz danach wurde das osmanische Reich durch den Waffenstillstand von Mudros vom 30. Oktober 1918 gezwungen, sich hinter die Vorkriegsgrenzen von 1914 zurückziehen.

### Kars (1. Dezember 1918)
Das durch den Rückzug der osmanischen Truppen hinter die Vorkriegsgrenzen entstandene Machtvakuum wurde vorübergehend von der Südwest-Kaukasischen Republik unter Fahrettin Pirioğlu mit Zentrum in Kars gefüllt. Es umfasste die vornehmlich muslimisch bewohnten Regionen von Kars und Batumi, die Teile der Provinz Jerewan waren, und die Distrikte Achalziche und Achalkalaki der Provinz Tiflis. Aber in Wirklichkeit war die Autorität der Regierung nur auf Kars und Ardahan beschränkt. Außerdem stand das Gebiet unter britischer Armeeverwaltung, die während der Intervention der Alliierten im Transkaukasien gebildet wurde und die Republik lediglich duldete. Fahrettin Pirioğlus Regierung wurde dann vom britischen Hochkommissar Admiral Somerset Gough-Calthorpe aufgelöst. Daraufhin konnte die Demokratische Republik Armenien das Gebiet für sich beanspruchen. Ardahan wurde von georgischen Truppen besetzt.

## Aktive Phase

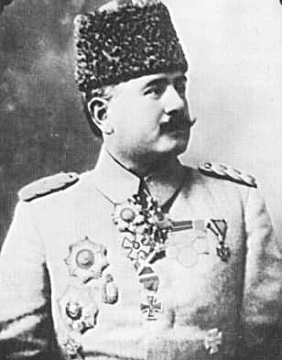
Kazım Karabekir

### Oltu-Konflikt (Juni 1920)
Der Konflikt begann im Juni 1920 als armenische Grenztruppen in Scharmützel mit türkischen Irregulären der Müdafaa-i Hukuk Cemiyeti (Gesellschaft zur Verteidigung der Rechte) im Distrikt Oltu verwickelt wurden. Der Distrikt stand unter türkischer Kontrolle, befand sich aber jenseits der Waffenstillstandslinien des Abkommens von Mudros und wurde von der Demokratischen Republik Georgien beansprucht. Am 6. Oktober entschied die Regierung der Demokratischen Republik Armenien den Distrikt besetzen zu lassen. Oltu wurde am 16. Juni von den Armeniern besetzt. Die türkische Regierung in Ankara sah dies als Kriegsgrund und entsandte General Kâzım Karabekir mit vier Bataillonen nach Oltu, um die Armenier zu vertreiben. Karabekir stieß dann am 20. September in die Demokratische Republik Armenien vor, was die armenische Regierung dazu brachte, der Türkei vier Tage später den Krieg zu erklären.

### Sarıkamış, Kağızman, Merdenik (September 1920)
Am 21. September hatten Karabekirs Truppen Sarıkamış und einen Tag später Kağızman eingenommen. Sie marschierten dann auf Kars, aber dieser Angriff wurde durch den armenischen Widerstand zurückgeschlagen. Als die Türken Merdenik (heute Göle in Ardahan) eingenommen hatten und in den besetzten Gebieten die armenische Bevölkerung auslöschten, begannen einzelne armenische Regimenter Berichten zufolge als Antwort Vertreibungen von Muslimen in Jerewan und Kars.
Anfang Oktober ersuchte die Regierung der Demokratischen Republik Armenien Hilfe von Großbritannien, Frankreich, Italien und den restlichen Alliierten, aber es kamen kaum Antworten. Die meisten der britischen Truppen im Nahen Osten waren im Britischen Mandat Mesopotamien mit dem Niederschlagen eines Stammesaufstandes beschäftigt, während Frankreich und Italien ähnliche Probleme im Völkerbundmandat Syrien und im italienisch-kontrollierten Antalya hatten. Das benachbarte Georgien erklärte sich neutral. Nur das Königreich Griechenland leistete indirekt Unterstützung durch seine Operationen in Westanatolien (Griechisch-Türkischer Krieg). Aber die griechischen Operationen veranlassten die Türken nicht, den Druck auf die Demokratische Republik Armenien zu mindern.

### Abkommen von Jerewan (Oktober 1920)
Am 11. Oktober traf der sowjetische Bevollmächtigte Boris Legran in Jerewan mit einem Text über ein Abkommen zwischen den Sowjets und Armenien ein. Das am 24. Oktober unterzeichnete Abkommen sicherte den Armeniern sowjetische Unterstützung zu. Der wichtigste Teil des Abkommens handelte von Kars, welches Armenien schützen sollte. Die türkische Unabhängigkeitsbewegung war über eine mögliche Einigung zwischen Sowjets und Armenien nicht glücklich. Karabekir wurde vom türkischen Parlament in Ankara über Boris Legran informiert und sollte das Problem mit Kars lösen. Als das Abkommen unterzeichnet wurde, marschierte Karabekir am gleichen Tag Richtung Kars.

### Kars und Alexandropol (Oktober 1920)
Am 24. Oktober starteten Karabekirs Truppen einen Großangriff auf Kars. Die Armenier verließen die Stadt anstatt sie zu verteidigen und so kam Kars am 30. Oktober unter türkische Kontrolle. Die Bewohner, die nicht fliehen konnten, waren Plünderung, Vergewaltigungen und Massakern ausgesetzt.
Die türkischen Truppen setzten ihren Vorstoß fort und nahmen eine Woche nach Kars Alexandropol (heute Gjumri) ein. Am 12. November nahmen die Türken auch das strategisch wichtige Dorf Agin nordöstlich der Ruinen der ehemaligen armenischen Hauptstadt Ani ein und zogen von dort weiter nach Jerewan. Am 13. November brach Georgien seine Neutralität und marschierte in Lori ein, das als neutrale Zone zwischen Georgien und Armenien Anfang 1919 von den Briten errichtet worden war.

### Vertrag von Alexandropol (November 1920)
Die Türken hatten jetzt ihr Hauptquartier in Alexandropol. Die Armenier erklärten am 6. November ihre Absicht Frieden zu schließen. Die Türkei übermittelte am 8. November ihre Bedingungen für einen Frieden. Am 18. November 1920 wurde ein Waffenstillstand abgeschlossen und ab dem 26. November begannen Gespräche zwischen beiden Regierungen. Am 2. Dezember unterzeichneten beide Seiten den Vertrag von Alexandropol. Laut Vertrag sollte die armenische Armee entwaffnet, und auf alle Territorien, die Armenien durch den Vertrag von Sèvres und die darauf beruhende Grenzziehung des amerikanischen Präsidenten Wilson vom 22. November 1920 (also erst nach dem Waffenstillstand) zugesichert waren, verzichtet werden. Die Grenze zwischen beiden Ländern sollte im Wesentlichen die heutige Grenzlinie bilden, das Gebiet der heutigen Autonomen Republik Nachitschewan sollte türkisches Protektorat werden.
Während der Verhandlungen hatte Josef Stalin Grigori Ordschonikidse befohlen, von Aserbaidschan aus in die Demokratische Republik Armenien einzufallen und eine probolschewikische Regierung aufzustellen. Am 29. November fiel die Sowjetische 11. Armee über Karawansarai (heute Idschewan) ein. Der Vertrag von Alexandropol konnte nicht mehr vom armenischen Parlament ratifiziert werden, weil die Sowjets Armenien einnahmen.

## Nachwirkungen

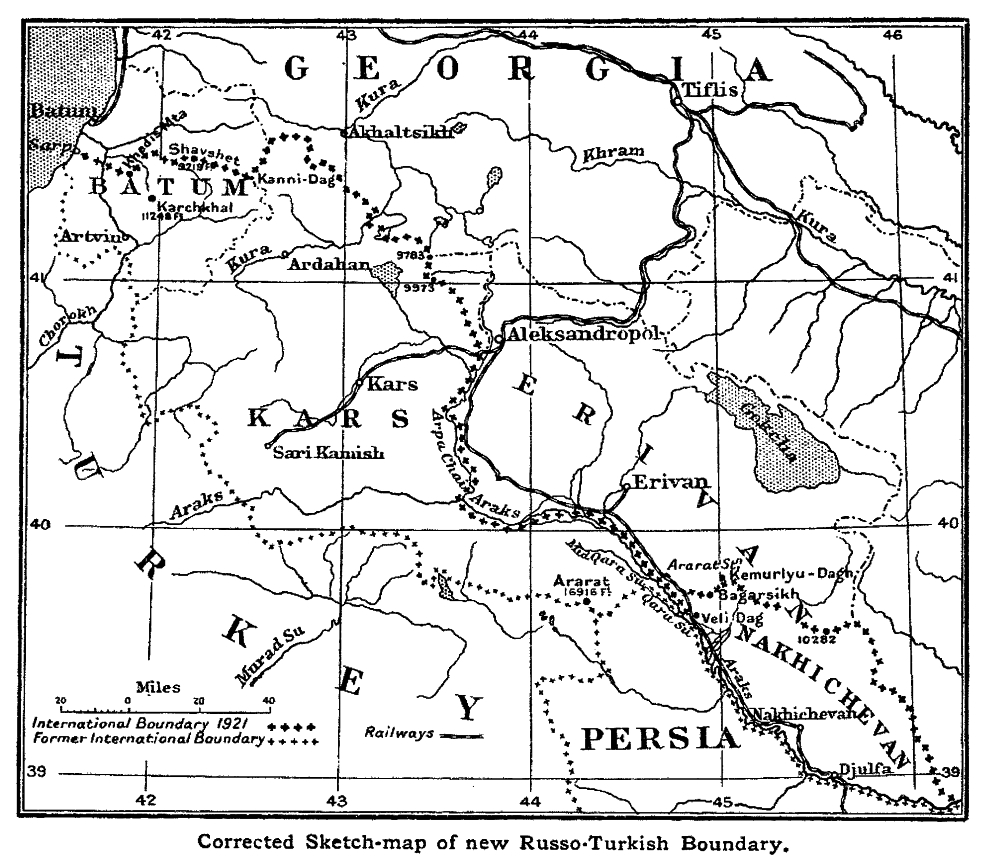
Die Sowjetisch-Türkische Grenze gemäß dem Vertrag von Kars.

### Ende der Demokratischen Republik Armenien (Dezember 1920)
Am 28. November 1920 überschritt die 11. Rote Armee unter Anatoli Gekker vom sowjetischen Aserbaidschan aus die Grenze zur Demokratischen Republik Armenien. Als Grund wurden eine armenische Invasion in Şərur (20. November) und Bergkarabach (21. November) genannt. Die Auseinandersetzung dauerte nur eine Woche an. Müde durch sechs Jahre permanenten Krieg und Konflikte, konnten die armenische Armee und das Volk keinen weiteren Widerstand leisten.
Als die Rote Armee am 4. Dezember 1920 Jerewan betrat, gab die armenische Regierung auf. Am 5. Dezember traf das Armenische Revolutionäre Komitee kurz Revkom, das größtenteils aus Armeniern aus Aserbaidschan bestand, in der Stadt ein. Am folgenden Tag dem 6. Dezember betrat die Tscheka, die Geheimpolizei Felix Dserschinskis, Jerewan. Die Demokratische Republik Armenien hörte damit de facto auf zu existieren.
Am 6. Dezember wurde die Armenische Sozialistische Sowjetrepublik unter der Führung des Aleksandr Miasnikyan ausgerufen. De jure wurde die Armenische SSR erst am 22. Dezember 1922 gegründet.

### Vertrag von Kars, 23. Oktober 1921
Die Gewalt in Transkaukasien wurde durch einen Freundschaftsvertrag zwischen dem Türkischen Parlament (kurz TBMM), das 1923 die Republik Türkei ausrief, und der Sowjetunion beendet. Der Friede von Kars wurde in Kars durch Repräsentanten der Russischen SFSR, der Aserbaidschanischen SSR, der Armenischen SSR, der Georgischen SSR und der TBMM unterzeichnet. Die TBMM hatte schon vorher am 16. März 1921 mit der Sowjetunion einen Vertrag über Freundschaft und Brüderlichkeit, auch kurz Vertrag von Moskau, unterzeichnet. Mit diesem Vertrag trat die Türkei Adscharien an die UdSSR ab und erhielt dafür die Provinz Kars (heute aufgeteilt in die Provinzen Kars, Ardahan und Iğdır).